# Hájibe
Hájibe (em árabe:  الحاجب; romaniz.: al-ḥājib æl ˈħæːdʒib, em castelhano:  háchib,  em catalão:  hàjib) foi um oficial da corte, equivalente a um camareiro, no início do mundo muçulmano, que evoluiu para cumprir várias funções, muitas vezes servindo como ministros-chefes ou desfrutando de poderes ditatoriais. O posto apareceu sob o califado omíada, mas ganhou influência e prestígio na corte mais estabelecida dos abássidas, sob quem se classificou como um dos altos cargos do Estado, ao lado do vizir. Desde os primeiros califados, o posto se espalhou para outras áreas sob domínio muçulmano: em Alandalus o hájibe sempre foi superior ao vizir e no século X passou a exercer enorme poder como chanceler de fato; nas dinastias orientais, os samânidas, buídas e gasnévidas, o título adquiriu um papel principalmente militar; sob os seljúcidas, ilcânidas e timúridas, voltou ao seu papel de oficial da corte; no Egito fatímida, o chefe hájibe, chamado saíbe albabe (sahib al-bab; mestre da porta) ou hájibe alhujabe (hajib al-hujjab; camareiro de camareiros, camareiro principal) também era um oficial importante; sob os mamelucos, adquiriram importantes funções judiciais.